# Honoré Lacombe de Prezel
Honoré Lacombe de Prezel (1725 – 1790) è stato un giurista francese.

Dictionnaire du citoyen, 1761 (Fondazione Mansutti, Milano).

Scrisse nel 1781 il Dictionnaire du citoyen, un dizionario alfabetico in cui organizzava tutte le informazioni sull'economia e il commercio dell'epoca, dall'agricoltura all'industria dei diversi paesi. L'opera, in due volumi, fu tradotta anche in italiano nel 1763 e poi ripubblicata nel 1781.